# Veľké Držkovce
Veľké Držkovce és un poble i municipi d'Eslovàquia que es troba a la regió de Trenčín. La primera menció escrita de la vila es remunta al 1400.

## Demografia
| Godina             | 1994 | 2004    | 2014   | 2024   |
| ------------------ | ---- | ------- | ------ | ------ |
| Nombre de persones | 586  | 670     | 653    | 637    |
| Diferència         |      | +14,33% | −2,53% | −2,45% |

| Godina             | 2023 | 2024   |
| ------------------ | ---- | ------ |
| Nombre de persones | 654  | 637    |
| Diferència         |      | −2,59% |